# Johann Heilmann
Johann Heilmann, född den 5 februari 1825 i München, död där som generallöjtnant den 6 november 1888, var en tysk militär och krigshistoriker. 
Heilmann skrev bland annat Das Kriegswesen der Kaiserlichen und Schweden zur Zeit des dreissigjährigen Krieges (1850), Die Feldzüge der Bayern in den Jahren 1643, 1644 und 1645 unter Feldmarschall von Mercy (1851) och Die Kriegskunst der Preussen unter König Friedrich dem grossen (2 band, 1852-53).